# Hermann Otto Solms

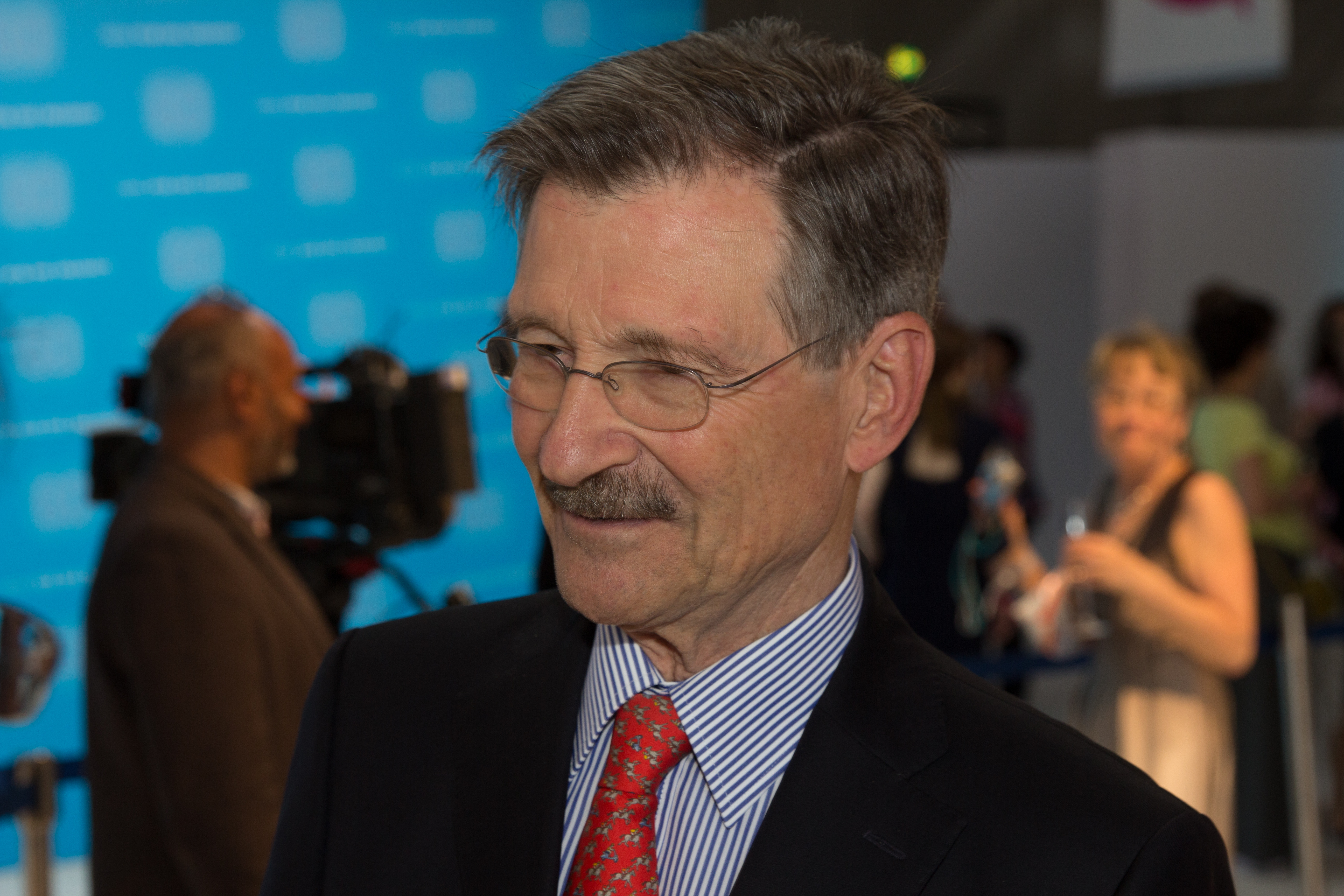
Hermann Otto Solms (2018)

Hermann Otto Prinz zu Solms-Hohensolms-Lich (meist nur Hermann Otto Solms; * 24. November 1940 in Lich) ist ein deutscher Politiker (FDP), Bankkaufmann und Ökonom. Er war zwischen 1987 und 2020 mit Unterbrechungen insgesamt 26 Jahre Schatzmeister seiner Partei, von 1980 bis 2013 und erneut von 2017 bis 2021 Mitglied des Deutschen Bundestages und von 1991 bis 1998 Vorsitzender der dortigen FDP-Fraktion sowie von 1998 bis 2013 einer der Vizepräsidenten des Deutschen Bundestages. 2017 eröffnete er als Alterspräsident des 19. Deutschen Bundestags dessen konstituierende Sitzung. Am 19. September 2020 wurde er Ehrenvorsitzender der FDP.

## Leben

### Familie
Solms’ Großvater war Reinhard Ludwig Fürst zu Solms-Hohensolms-Lich (1867–1951), 1920–1951 Oberhaupt des 1792 von Kaiser Franz II. in den Reichsfürstenstand erhobenen Hauses Solms-Hohensolms-Lich. Sein Vater war Hermann Otto Wilhelm Ludwig Prinz zu Solms-Hohensolms-Lich (1902–1940), Doktor der Philosophie und Oberleutnant der Reserve der Luftwaffe. Er verunglückte einige Monate vor Solms’ Geburt beim Kriegsdienst im Zweiten Weltkrieg in Neuruppin. Seine Mutter, eine Enkeltochter des preußischen Diplomaten Graf Georg von Werthern-Beichlingen, Gertrud (1913–1987), geborene Freiin und Herrin von Werthern-Beichlingen, heiratete 1950 in zweiter Ehe den Schriftsteller Hans Joachim Sell. Solms hat vier ältere Geschwister: Philipp Reinhard (1934–2015), Landwirt und 1951–2015 Oberhaupt des Hauses Solms-Hohensolms-Lich, Dorothea Gräfin Razumovsky (1935–2014), Publizistin und Journalistin, Wilhelm Solms (1937–2024), Germanist und ehemaliger Professor für Kommunikationswissenschaften und Mediendidaktik der Philipps-Universität Marburg, und Eleonore von der Burg (* 1938). Daneben hat er aus der zweiten Ehe seiner Mutter zwei jüngere Halbbrüder, Konstantin Sell und den Wirtschaftswissenschaftler Friedrich L. Sell.

### Ausbildung und Beruf

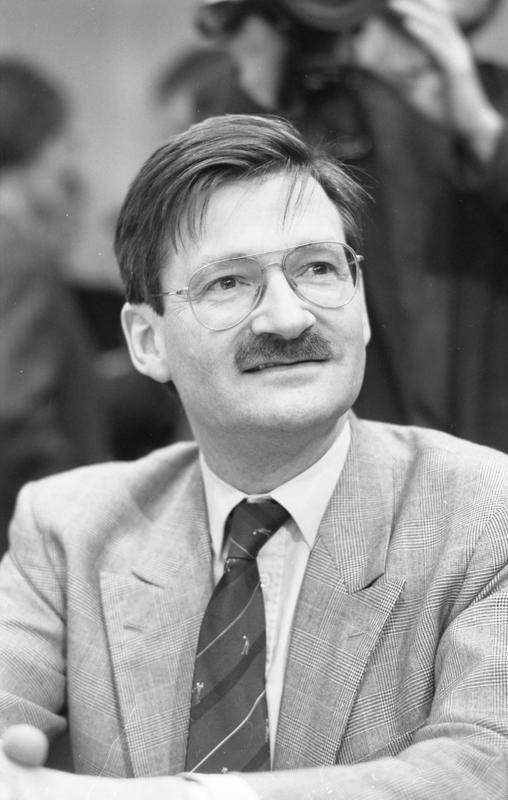
Hermann Otto Solms (1991)

Hermann Otto Solms besuchte von 1950 bis 1960 das Landerziehungsheim Stein an der Traun. Nach dem Abitur 1960 am Humanistischen Gymnasium Pasing leistete Solms zunächst bis 1961 seinen Wehrdienst beim Luftwaffenflugabwehrbataillon 45 in Lindau ab und absolvierte ab 1962 eine Banklehre bei einer der Vorgängerinnen der 1970 entstandenen BHF-Bank in Frankfurt, die er 1964 mit der Kaufmannsgehilfenprüfung abschloss. Er begann dann ein Studium der Wirtschaftswissenschaften und der Landwirtschaft an der Johann Wolfgang Goethe-Universität Frankfurt am Main und der Justus-Liebig-Universität Gießen, das er 1969 als Diplom-Ökonom beendete.
Von 1969 bis 1970 war er Research Assistent für Agricultural Economics an der Kansas State University. Von 1970 bis 1973 war er wissenschaftlicher Mitarbeiter am Institut für Landwirtschaftliche Betriebslehre an der Justus-Liebig-Universität Gießen. Von 1973 bis 1976 war er persönlicher Referent der damaligen Bundestagsvizepräsidentin Liselotte Funcke. 1975 wurde er im Fachbereich 20 (Nahrungswirtschafts- und Haushaltswissenschaften) der Universität Gießen mit der Dissertation Das Unternehmungsspiel als Ausbildungsmethode in der Landwirtschaft zum Dr. agr. promoviert.
Von 1976 bis 1984 war Solms als Unternehmer selbständig. Von 1976 bis 1982 war er Geschäftsführender Gesellschafter der Datagraph GmbH Computersysteme in Lich bei Gießen.

### Parteilaufbahn

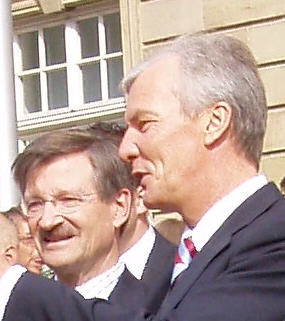
Hermann Otto Solms und Jürgen Zieger (2008)

Seit 1971 ist Solms Mitglied der FDP, deren Bundesschatzmeister er von 1987 bis 1999, 2004 bis 2011 und 2013 bis 2020 war. Er ist seit dem 19. September 2020 Ehrenvorsitzender.
1997 hatte Solms in seiner Funktion als Schatzmeister der FDP zwar die vierteljährlichen Abschlagszahlungen der staatlichen Parteienfinanzierung angefordert, aber die Festsetzung der Gesamtsumme vergessen. Die damalige Parlamentspräsidentin Rita Süssmuth (CDU) ließ den Betrag zwar dennoch auszahlen, das Verwaltungsgericht Köln bestritt jedoch die Rechtmäßigkeit der Zahlung – es ging um 12,4 Millionen DM. Das Oberverwaltungsgericht Münster reduzierte später die Rückzahlungssumme auf 300.000 DM, und das Bundesverwaltungsgericht entschied im Mai 2000, der Antrag sei korrekt und fristgerecht gestellt gewesen und eine Rückzahlung demnach nicht erforderlich.
Nach dem plötzlichen Tod seines Nachfolgers Günter Rexrodt im August 2004 wurde Solms kommissarisch erneut zum Schatzmeister ernannt und am 5. Mai 2005 auf dem Bundesparteitag in Köln mit 90,6 % der Stimmen gewählt.
Am 7. Dezember 2013 wurde er auf dem Bundesparteitag in Berlin mit 88,6 Prozent der Stimmen erneut zum Bundesschatzmeister gewählt. Am 15. Mai 2015 wurde er auf dem Bundesparteitag in Berlin mit 93,4 Prozent der Stimmen im Amt bestätigt.
Im Zuge seines Ausscheidens als Schatzmeister wurde er auf dem Bundesparteitag in Berlin am 19. September 2020 zum Ehrenvorsitzenden seiner Partei gewählt.

### Abgeordnetentätigkeit

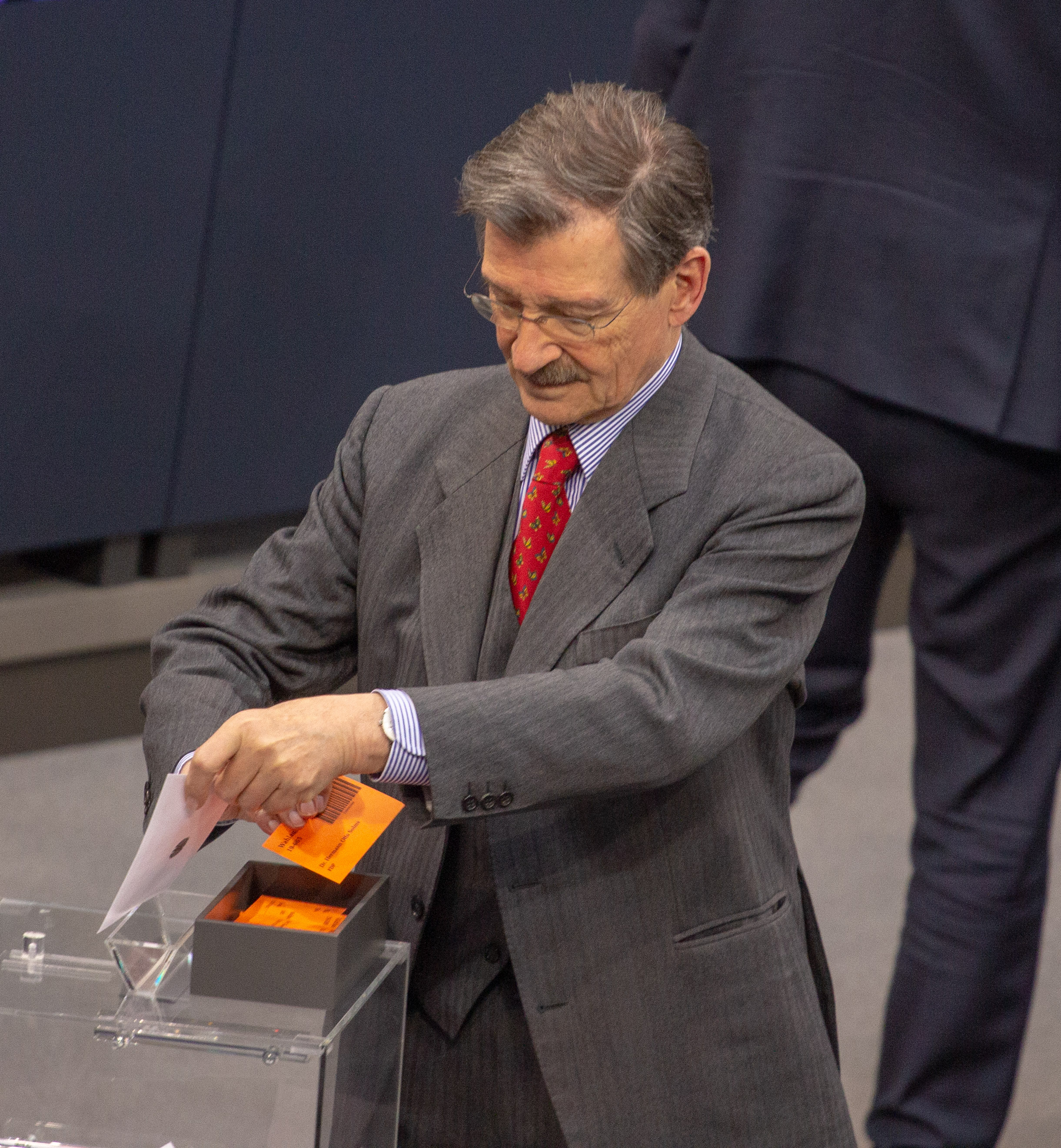
Solms im Bundestag, 2019

Von 1980 bis 2013 und 2017 bis 2021 war Solms Mitglied des Deutschen Bundestages. Hier war er von 1985 bis 1991 stellvertretender Vorsitzender und vom 15. Januar 1991 bis zum 26. Oktober 1998 schließlich Vorsitzender der FDP-Bundestagsfraktion.
Nach der Bundestagswahl 1998 wurde er am 26. Oktober 1998 in das Amt des Vizepräsidenten des Deutschen Bundestages gewählt, das er bis Oktober 2013 ausübte. Hermann Otto Solms zog stets über die Landesliste Hessen in den Deutschen Bundestag ein. Als Vizepräsident durfte er am Rande und unbemerkt eine historische Funktion wahrnehmen: Am 1. Juli 1999 schloss er die letzte reguläre Bundestagssitzung im Plenarsaal des Bonner Bundeshauses. Damit waren 50 Jahre Bonner Parlamentsgeschichte beendet.
Am 12. November 2009 wurde Hermann Otto Solms in der FDP-Bundestagsfraktion zum Vorsitzenden des Arbeitskreises II gewählt mit den Politikfeldern: Haushalt, Finanzen, Wirtschaft und Technologie, Tourismus, Ernährung, Landwirtschaft und Verbraucherschutz.
Am 8. Dezember 2012 unterlag Solms in einer Kampfkandidatur um den Spitzenplatz der hessischen Landesliste Heinrich Kolb. Daraufhin verzichtete Solms, sich auf dahinter liegende Listenplätze zu bewerben. Nach der Bundestagswahl 2013 schied Solms somit aus dem Bundestag aus; die FDP scheiterte bei dieser Wahl allerdings ohnehin an der 5-Prozent-Hürde.
Bei der Kommunalwahl im März 2016 kandidierte Solms auf Platz 79 der FDP-Liste für den Kreistag des Landkreises Gießen. Durch das dabei zulässige Kumulieren wurde er auf Platz vier in den Kreistag gewählt und wurde dessen Alterspräsident.
Daraufhin gab Solms bekannt, bei der Bundestagswahl 2017 erneut anzutreten. Seine Kandidatur wollte er nach eigener Aussage insbesondere als Ermutigung für ältere Menschen verstanden wissen, sich gesellschaftlich zu engagieren. Als Direktkandidat der FDP im Wahlkreis 173 erreichte er 7,7 Prozent der Stimmen. Er zog als einer von sechs hessischen Liberalen über die Landesliste seiner Partei in den neuen Bundestag ein und wurde damit nach vier Jahren Unterbrechung wieder Mitglied des Deutschen Bundestages.
Solms war Alterspräsident des 19. Bundestages, da er bis 2013 33 Jahre lang Mitglied des Deutschen Bundestages war. Ursprünglich hätte mit 45 Dienstjahren diese Ehre Wolfgang Schäuble zugestanden. Als Kandidat für das Amt des Bundestagspräsidenten und wegen der damit verbundenen Antrittsrede verzichtete Schäuble auf den Altersvorsitz.
Im 19. Deutschen Bundestag war Solms stellvertretendes Mitglied im Ausschuss für Wirtschaft und Energie, als auch im Finanzausschuss.
Zur Bundestagswahl 2021 kandidierte er nicht mehr.
Unterlagen über seine politische Tätigkeit werden im Archiv des Liberalismus der Friedrich-Naumann-Stiftung für die Freiheit in Gummersbach (NRW) aufbewahrt.

### Sonstiges
Solms engagiert sich ehrenamtlich in der Deutschen Stiftung Eigentum, in der er Vorsitzender des Stiftungsrates ist. Er war Gründungsmitglied des Fördervereins Gedenkstätte Berlin‑Hohenschönhausen e. V., der die Arbeit der Gedenkstätte der Stasi-Haftanstalt Hohenschönhausen unterstützt. Seit 2003 ist er Mitglied des Kuratoriums der Friedrich-Naumann-Stiftung für die Freiheit.
Solms kritisierte die Ankündigung der Daimler AG, künftig keine Parteispenden mehr zu leisten. Unternehmensspenden seien „von unserer Verfassung so gewollt“ und eine Würdigung der ehrenamtlichen Tätigkeit von Parteimitgliedern.

### Privates
Hermann Otto Solms ist evangelisch. Er war von 1969 bis 1971 mit Margit (* 1944) verheiratet, Tochter des Kaufmanns Albert Mayer, und ist seit 1989 in zweiter Ehe mit der promovierten Agraringenieurin Christiane Meyer zu Eissen (* 1955) verheiratet, Tochter des Gutsbesitzers Horst Meyer zu Eissen. Mit ihr hat er drei Töchter. Seine Tochter Marie Christine ist Gründerin eines Start-up-Unternehmens und zog 2016 für die FDP in die Stadtverordnetenversammlung von Lich ein.

## Ehrungen
- 1986: Verdienstkreuz am Bande der Bundesrepublik Deutschland
- 1993: Großes Verdienstkreuz der Bundesrepublik Deutschland
- 1998: Großes Verdienstkreuz mit Stern der Bundesrepublik Deutschland
- 2014: Offizierskreuz des Verdienstordens von Ungarn
- 2019: Orden der günstigen Wolken
- 2019: Großes Verdienstkreuz mit Stern und Schulterband der Bundesrepublik Deutschland
- 2020: Ehrenvorsitzender der Freien Demokratischen Partei
- 2021: Wilhelm-Leuschner-Medaille des Landes Hessen[22]

## Schriften (Auswahl)
- Das Unternehmungsspiel als Ausbildungsmethode in der Landwirtschaft. Deutsch, Frankfurt am Main [u. a.] 1975, ISBN 3-88123-000-9 (Dissertation).
- Thomas Dehler – Ein Garant der Freiheit. In: Haus der Geschichte der Bundesrepublik Deutschland (Hrsg.): Thomas Dehler und seine Politik. Nicolaische Verlagsbuchhandlung, Berlin 1998, ISBN 3-87584-721-0, S. 11–16.
- (Hrsg.): Die neue Einkommensteuer. Niedrig, einfach und gerecht; Berliner Entwurf der FDP. Liberal-Verlag, Berlin 2003, ISBN 3-920590-04-X, ISBN 978-3-920590-04-2
- Neue Steuermodelle in der Diskussion. In: Joachim Merz (Hrsg.): Freie Berufe – Einkommen und Steuern. (FB€St). Beiträge aus Wissenschaft, Praxis und Politik. Nomos, Baden-Baden 2008, ISBN 978-3-8329-3210-7, S. 191–205.
- Hermann Otto Solms: Frei heraus. Langen – Mueller Verlag, 2021, ISBN 978-3-7844-3609-8.